# Les Apaches (cercle)
Pour les articles homonymes, voir Apache.
Les Apaches (ou, plus rarement, l'Apachie) désigne un cercle français d'amis amateurs d'arts, musiciens ou mélomanes, autour de la figure centrale de Maurice Ravel, qui s'est réuni régulièrement à Paris de 1902 à 1914.

## Origines

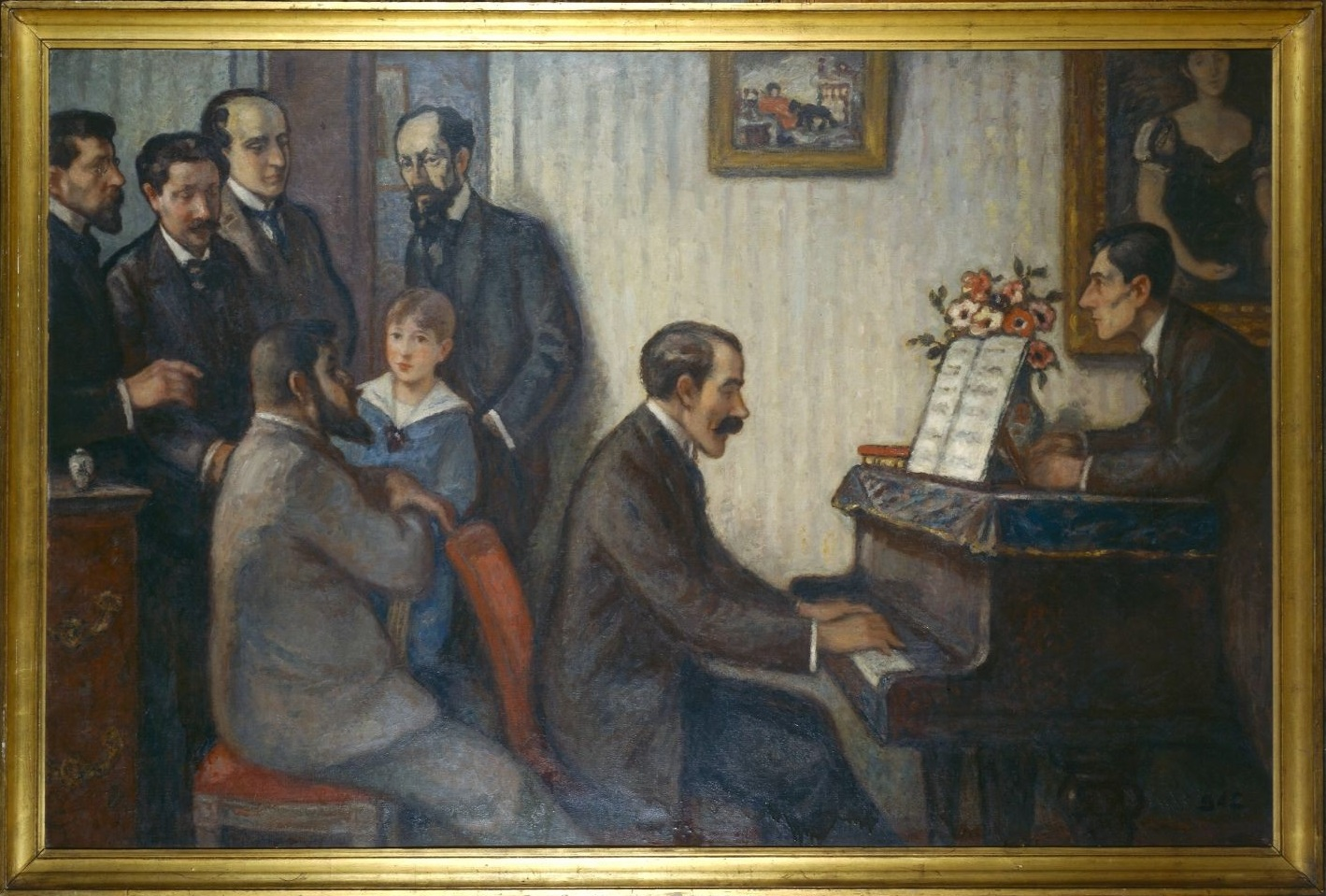
Georges d'Espagnat : Réunion de musiciens chez M. Godebski (1910, Paris, musée de l'Opéra), tableau qui pourrait s'appeler « Cipa et ses amis Apaches ».

Le nom « apache », signifiant familièrement « voyou » en référence au groupe de délinquants parisiens connu dans le Paris de la Belle Époque sous ce nom, aurait été choisi après qu'un marchand de journaux les a bousculés en s'exclamant : « Attention les Apaches ! »,,. 
Sur proposition de Maurice Ravel, le groupe adopta comme sifflement de ralliement le thème initial de la Deuxième Symphonie de Borodine,,. 
Les Apaches se réunissaient chaque samedi, d'abord dans l'atelier de Paul Sordes, rue Dulong, ou chez Tristan Klingsor, rue du Parc-de-Montsouris, puis dans l'atelier de Maurice Delage rue de Civry à Auteuil à partir de février 1904,,, ou encore le dimanche dans l'appartement de Cipa Godebski, 22, rue d'Athènes à partir de 1908.
Lors de leurs réunions, les Apaches offraient la primeur de leurs dernières œuvres, qu'elles soient littéraires ou musicales  :

« Nous nous réunissions chez lui [Paul Sordes] chaque semaine et chacun de nous lisait ou jouait ce qu’il venait d’écrire et de composer, au milieu de l’atmosphère la plus amicale que j’aie connue. Il y avait là, aux côtés de Ravel, Florent Schmitt, Ricardo Viñes, qui trayait amoureusement le piano de tout ce que nous demandions. »

Le groupe défendit Claude Debussy après la création mouvementée de Pelléas et Mélisande en 1902,,.
Ravel dédia chacune des pièces de ses Miroirs pour piano à un membre des Apaches,. De même, Inghelbrecht dédia de nombreuses pièces du second recueil de ses Nursery à des enfants des Apaches.
Symbole de l'effervescence culturelle du Paris du début de siècle, le cercle des Apaches se réunit régulièrement jusqu'en 1914 et se disperse du fait de la Première Guerre mondiale,.

## Membres du cercle
Les membres de l'Apachie étaient :
- Félix Augustin[9],[16]
- Édouard Bénédictus (1878-1930)[17],[18],[19], peintre, chimiste et compositeur
- Joaquín Boceta[20],[16], mathématicien
- Michel Dimitri Calvocoressi (1877-1944)[17],[20],[19], musicologue, critique musical, traducteur (russe, grec moderne)
- André Caplet (1878-1925)[21],[20],[16], compositeur
- Marcel Chadeigne (1876-1926)[21],[22],[16], pianiste, chef de chœur
- Chanvin[16], écrivain
- Maurice Delage (1879-1961)[23],[22], compositeur
- Estienne[16]
- Manuel de Falla (1876-1946)[21],[20],[16], compositeur
- Léon-Paul Fargue (1876-1947)[17],[18],[19], poète
- Lucien Garban (1877-1959)[21],[22],[16], éditeur de musique, arrangeur, orchestrateur
- Cipa Godebski (1875-1937)[24], rentier, demi-frère de Misia Sert[25],[24]
- Gomez de Riquet, personnage fictif inventé par Ravel lui-même servant de prétexte pour éloigner les fâcheux[26],[16]
- Charles Guérin (1875-1939)[17],[24],[19], peintre
- Pierre Haour (1880-1920)[21],[9],[16], industriel
- Désiré-Emile Inghelbrecht (1880-1965)[21],[20], compositeur, chef d'orchestre
- Tristan Klingsor (1874-1966)[17],[18],[19], poète, peintre et théoricien
- Charles Lacoste (1870-1959)[27], peintre
- Paul Ladmirault (1877-1944)[21],[22],[16], compositeur, critique musical
- Georges Mouveau (1878-1959)[17],[18],[16], décorateur et peintre
- Partington y de Cárcer[24],[16]
- abbé Léonce Petit (1875-1935)[21],[9],[16], aumônier de l'Opéra
- Léon Pivet[17],[18],[16], lithographe
- Maurice Ravel (1875-1937)[23],[19], compositeur
- Roland-Manuel (1891-1966)[16], compositeur, critique musical
- Albert Roussel (1869-1937)[16], compositeur
- Florent Schmitt (1870-1958)[21],[20], compositeur, critique musical
- Émile-Allain Séguy (1877-1951)[17],[18],[19], illustrateur Art déco
- Déodat de Séverac (1872-1921)[21],[22],[16], compositeur
- Paul Sordes (1877-1937)[17],[24],[19],[28], peintre
- Charles Sordes (1872-1938)[17],[24],[19],[29], percussionniste
- Igor Stravinsky (1882-1971)[21],[20],[16], compositeur
- Magnus Synnestvedt[9],[16], critique musical
- Maurice Tabuteau (1884-1976)[21],[9],[16], aviateur, pilote automobile
- Ricardo Viñes (1875-1943)[24],[19], pianiste
- Émile Vuillermoz (1878-1960)[17],[22],[19], critique musical